# CS Concordia Chiajna
CS Concordia Chiajna is een Roemeense voetbalclub uit Chiajna.
In 2006 werd de club kampioen op het derde niveau. In 2011 eindigde de club als tweede in de Liga 2 en promoveerde voor het eerste naar de Liga 1. Na twee seizoenen degradeerde de club. Concordia kon de afwezigheid in de hoogste divisie tot één seizoen beperken en speelde nu vijf opeenvolgende jaren in de hoogste klasse tot een nieuwe degradatie volgde in 2019. 

## Bekende (ex-)spelers
- Milano Koenders
- Yannick Salem
- Alin Stoica